# میکائیل دولاتیان
میکائیل فرونزهٔ دولاتیان (ارمنی: Միքայել Ֆրունզեի Դովլաթյան؛ انگلیسی: Mikael Dovlatyan؛ زاده ۲۳ ژوئیهٔ ۱۹۵۸) یک بازیگر و کارگردان سینما و تلویزیون اهل ارمنستان بود. وی بین سال‌های ۱۹۷۹ تا ۲۰۰۹ میلادی فعالیت می‌کرد.

## زندگی‌نامه
وی در ۲۳ ژوئیهٔ ۱۹۵۸ در ایروان به دنیا آمد. پدر وی فرونزه دولاتیان می‌باشد. وی از انستیتو دولتی هنری و نمایشی ایروان فارغ‌التحصیل گشت. در سال ۲۰۰۸ مدال طلایی وزارت فرهنگ جمهوری ارمنستان به وی اعطا گردیده‌است.

## گزیده فیلمشناسی
از فیلم‌ها یا برنامه‌های تلویزیونی که وی در آن نقش داشته‌است می‌توان به خون (۱۹۹۰)، حیاط ما (۱۹۹۶) و حیاط ما ۲ (۱۹۹۸) اشاره کرد.